# Frisia (Unternehmen)
Die Frisia Windkraftanlagen Produktion GmbH war ein im Jahr 1997 gegründetes Unternehmen mit Sitz in der ostwestfälischen Stadt Minden in Nordrhein-Westfalen, das Windkraftanlagen produzierte und 2001 aufgelöst wurde.

## Geschichte
Das Unternehmen war ein Tochterunternehmen der NEVAG neue energie verbund AG und wurde 1997 gegründet. Vorläufer der Frisia Windkraftanlagen Produktion GmbH war die Windstrom Frisia GmbH welche den Vertrieb des internationalen Herstellers Wind World in Deutschland übernahm. Als dieser zunehmend in wirtschaftliche Schwierigkeiten geriet erfolgte für die Frisia eine Neuausrichtung der Geschäftstätigkeit mit dem Fokus auf einer eigenen Produktion. So wurden zwischen 1998 und 2001 Windkraftanlagen mit einer Leistung von 750 und 850 kW hergestellt. Unterstützend wirkte für den Windenergiebauer dabei das Erneuerbare-Energien-Gesetz aus dem Jahr 2000. Durch die geänderten Einspeisungsvergütungen für Windstrom wuchsen die Umsätze der Branche rasant und zeitweilig prognostizierte Frisia in dieser Zeit einen Jahresumsatz von 80 Millionen Euro.
Insgesamt hat nach Aussage der Wirtschaftswoche der Windanlagenhersteller während seiner Existenz rund 135 Anlagen produziert und aufgestellt, die überwiegend in Windparks zum Einsatz kamen. Rund 80 von ihnen mussten jedoch wegen Konstruktionsmängeln mindestens bis zu einer Generalüberholung stillgelegt werden. Einige wurden wegen fehlender wirtschaftlicher Perspektiven sogar ganz abgebaut.
So baute Frisia zum Beispiel die Windkraftanlagen für den Windpark Neuendorf/Kakerbeck mit 27 Windrädern. Der Windpark wurde vom Umweltkontor Renewable Energy AG vermarktet. Die technischen Probleme an den Anlagen beschrieb der Gutachter Manfred Lührs im März 2003 wie folgt: „Die tragende Konstruktion ist zu schwach, der Generator gerät ins Schwingen, läuft heiß, und die Anlage schaltet sich immer wieder ab.“ Infolgedessen musste der Maschinenträger an vielen Anlagen ausgetauscht werden.
Die Firma wurde im Jahr 2001 aufgrund von Millionenverlusten durch die technischen Probleme an vielen der hergestellten Anlagen insolvent. Die Schadenersatzforderungen der Kunden bedeuteten im November 2001 das finanzielle Aus. 2002 wurde die Firma als Frisia Windkraftanlagen Service GmbH neu gegründet. Nur wenige der ursprünglich rund 60 Mitarbeiter wurden in das nachfolgende Unternehmen übernommen und der Geschäftszweck war nur noch überwiegend die Wartung bestehender Anlagen.

## Anlagentypen
Frisia produzierte von 1998 bis 2001 zwei verschiedene Windkraftanlagen mit einer Leistung von 750 beziehungsweise 850 kW.

### Frisia F45 (Prototyp)

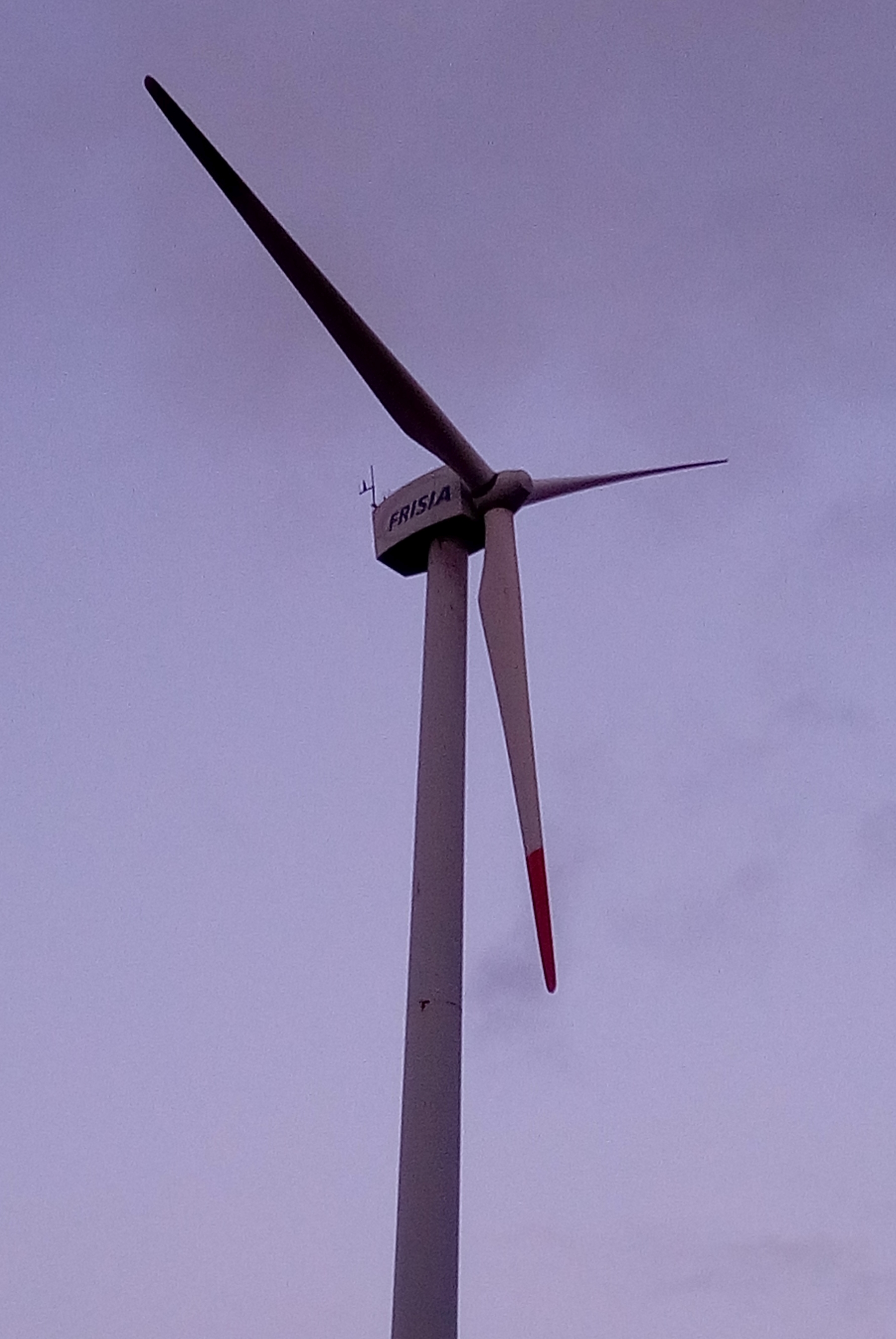
Frisia F45 Prototyp in Minden-Päpinghausen

Die F45 war im Jahr 1997 der erste Prototyp von Frisia. Diese 750 kW Anlage stand bis 2020 in Minden-Päpinghausen und wurde mittlerweile wieder abgebaut.
Technische Daten:
| Nennleistung     | 750 kW |
| Rotordurchmesser | 45 m   |
| Nabenhöhe        | 63 m   |
| Baujahr          | 1997   |

### Frisia F48
Die F48 war die erste Anlage, welche von Frisia in Serie hergestellt wurde. Sie hatte ebenfalls 750 kW elektrische Leistung.
Das Maschinenhaus der Anlage wurde erstmals mit einem Metallgehäuse ausgestattet.
Dieser Anlagentyp ging 1998 in Serienherstellung.
Technische Daten:
| Nennleistung       | 750 kW    |
| Rotordurchmesser   | 48 m      |
| Nabenhöhe          | 65 / 75 m |
| Rotor-Nenndrehzahl | 29/min    |
| Baujahr            | ab 1998   |

### Frisia F56

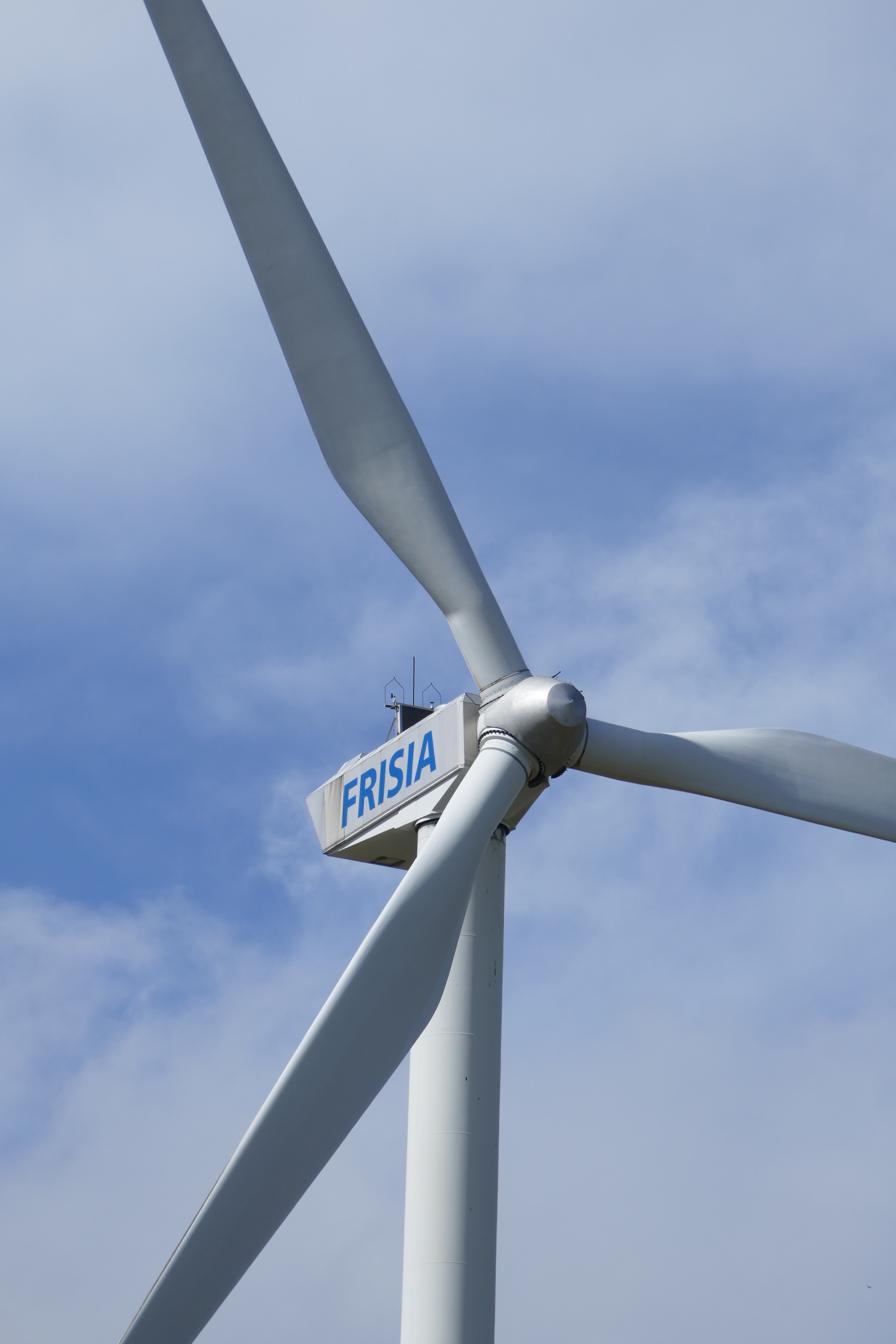
Frisia F56 Windkraftanlage

Die F56 mit einer Leistung von 850 kW war die meistverkaufte Windkraftanlage von Frisia. Sie ist für schwachen bis mittleren Wind ausgelegt und eignet sich somit auch in Gebieten im Binnenland.
Die letzten Anlagen dieses Typs wurden im Jahr 2006 aufgestellt.
Technische Daten:
| Nennleistung       | 850 kW  |
| Rotordurchmesser   | 56 m    |
| Nabenhöhe          | 70 m    |
| Rotor-Nenndrehzahl | 25/min  |
| Baujahr            | ab 1999 |